# Den lykkelige prins
Den lykkelige prins (originaltitel: The Happy Prince), er et klassisk eventyr skrevet af Oscar Wilde.

## Plot
I en by står en forgyldt statue af den lykkelige prins på en høj søjle. I hans sværdfæste stråler en rubin og hans øjne er safirer. Indbyggerne ser op til ham, børnene kalder ham for en engel og alle refererer til ham, som da en mor siger til sit barn: "Hold op med at græde. Se bare på den lykkelige prins. Det kunne aldrig falde ham ind at græde over noget som helst". 
Da det er ved at være vinter, er svalerne på vej til Egypten. I en svaleflok er der dog én svale, der ikke har lige så travlt som de andre – den er nemlig kæreste med en tagrør, der ikke vil med ham til de varme lande. Da det bliver nat, leder svalen efter et sted at sove. Den finder prinsens søjle, og lægger sig til rette under ham. Men snart mærker svalen tårer fra prinsen, der græder. Prinsen fortæller svalen om sin fortid, og beder svalen om at give rubinen til en fattig mor, hvis barn er meget sygt. Det gør svalen, og nu beder prinsen svalen om at bringe en fortabt digter den ene safir. Svalen prosterer, da den ikke vil rive prinsens øje ud. Men prinsen beder ham om det flere gange, og til sidst giver svalen efter, og bringer digteren safiren. Da svalen kommer tilbage igen, beder prinsen ham om at bringe den sidste safir til en fattig pige på gaden, der prøver at sælge svovlstikker (refererer til Den lille pige med svovlstikkerne). Igen prostesterer svalen, da prinsen vil blive helt blind, hvis svalen river det andet øje ud. Men igen sker det, og svalen bringer pigen safiren. Nu vil svalen blive hos prinsen for evigt. Prinsen beder nu svalen om at rive bladguldet af ham og give det til de fattige i byen. Svalen gør det, og da den kommer tilbage, vil svalen kysse prinsens hånd. "Du må kysse min mund, lille svale. For jeg elsker dig," siger prinsen, og svalen gør det. Derefter synker den sammen på soklen og dør. Samtidig standser prinsens blyhjerte. 
Næste morgen kommer borgmesteren forbi statuen. Da han ser hvordan den ser ud, beder han straks om at få den smeltet om. Statuen bliver smeltet om, og blyhjertet kom til at ligge på lossepladsen ved siden af den døde svale.
Og Gud sagde til sine engle: "Bring mig de to mest værdifulde ting i byen" og englene bragte ham blyhjertet og svalen. "I valgte de rette, for i mit rige skal svalen synge evigt, og prinsen skal lovprise mig"
I teaterstykket er der tilføjet en sidste replik fra en gammel vagabond: "Det er altid de bedste, der dør først"
| Bog | Spire Denne artikel om bøger og tidsskrifter er en spire som bør udbygges. Du er velkommen til at hjælpe Wikipedia ved at udvide den. |